# Région à statut spécial (Italie)

Régions à statut spécial.

Une région à statut spécial (regione a statuto speciale en italien) est l'une des cinq régions d'Italie visées par les conditions particulières d'autonomie attribuées par l'article 116 de la Constitution italienne :
- Sicile ;
- Sardaigne ;
- Trentin-Haut-Adige ;
- Frioul-Vénétie Julienne ;
- Vallée d'Aoste.

## Aspects de l'autonomie
Une loi constitutionnelle définit les statuts de chacune de ces régions. Grâce à leur statut spécial, elles ont de larges pouvoirs législatifs et une considérable autonomie financière. La Vallée d'Aoste retient plus de 90 % de tous les impôts, la Sicile parfois 100 %.
Dans les cas de la Vallée d'Aoste et du Trentin-Haut-Adige, les institutions locales disposent d'une compétence générale. L'État a conservé la compétence en matière de justice, d'ordre public et de défense.

## Raisons de l'autonomie
Cinq régions autonomes sont reconnues en 1947.
Quatre ont été créées en 1948 :
- la Sardaigne et la Sicile, isolées du continent, pauvres sur le plan économique et sujettes à des tensions séparatistes ;
- le Trentin-Haut-Adige pour protéger sa minorité germanophone (minorité au niveau national et régional, majorité dans la province autonome de Bolzano), conformément à l'accord de Paris de 1946 entre le président du Conseil italien Alcide De Gasperi et le ministre autrichien des Affaires étrangères Karl Gruber ;
- la Vallée d'Aoste pour la protection des francophones, après que la tentative du général de Gaulle d'annexer cette région a échoué[1].

Le Frioul-Vénétie Julienne est créé en 1963 (après le retour à l'Italie de la province de Trieste) pour protéger la minorité slovène et soutenir un territoire frontalier du bloc de l'Est.

## Cas particulier
Le cas du Trentin-Haut-Adige est particulier, parce qu'en 1972, à la suite des pressions de la population de langue allemande du Haut-Adige (province de Bolzano), l'autonomie régionale a été largement transférée aux deux provinces autonomes de Trente et de Bolzano. Dans les faits, le Conseil régional du Trentin-Haut-Adige ne dispose donc que de pouvoirs très limités, l'essentiel des compétences étant aux mains des conseils provinciaux de Trente et de Bolzano.
L'article 116 de la Constitution dispose, au deuxième alinéa, que « la région autonome du Trentin-Haut-Adige/Südtirol se compose des provinces autonomes de Trente et de Bolzano ».

## Évolution
Le 22 octobre 2017 ont lieu deux référendums : l'un en Lombardie, l'autre en Vénétie. Les autorités de ces deux régions feront une demande au gouvernement central sur le transfert de davantage de compétences à la suite de la victoire du « oui ».